# Hédi Annabi

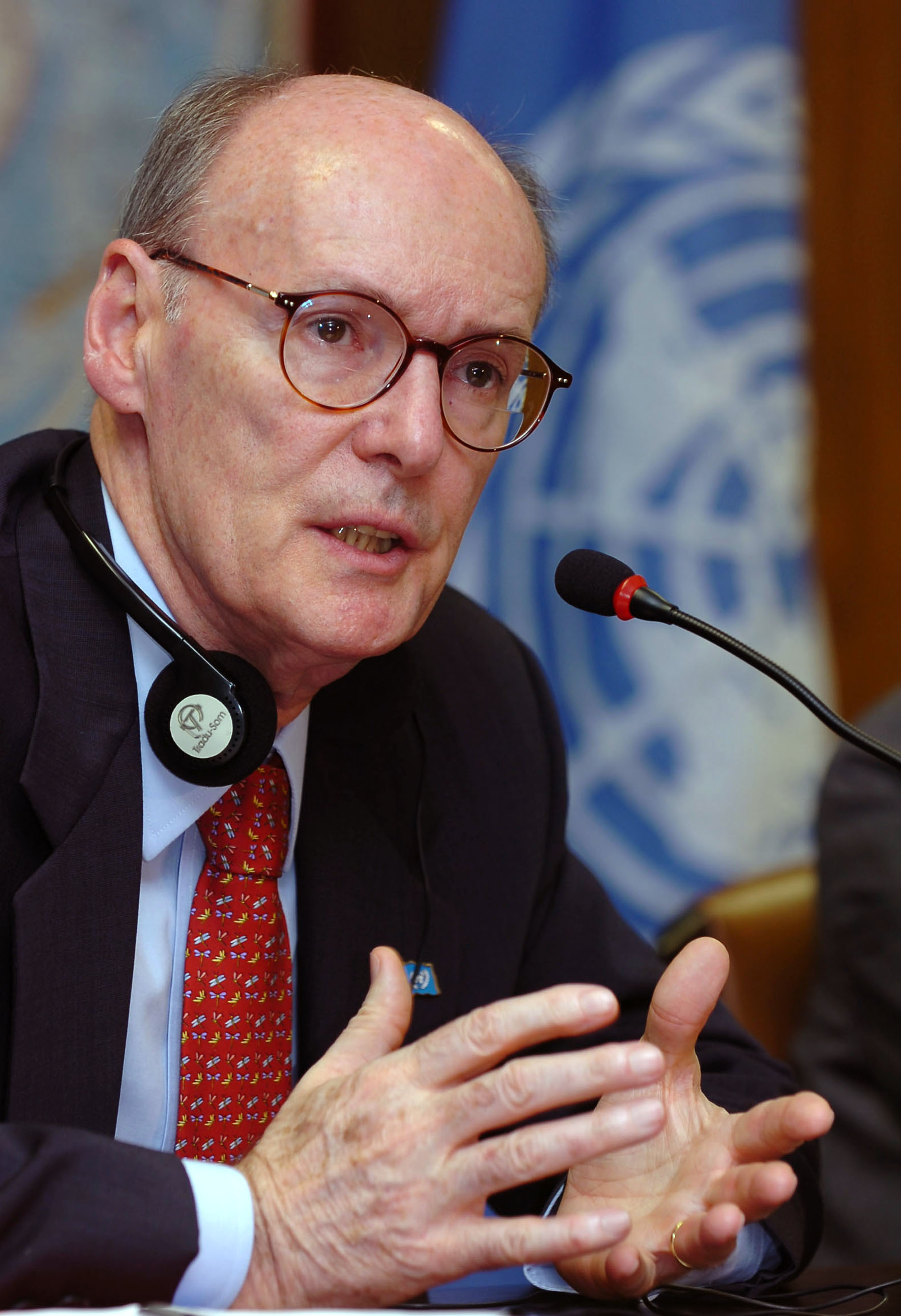
Hédi Annabi in 2008

Hédi Annabi (4 september 1944 - Port-au-Prince, 12 januari 2010) was een Tunesisch diplomaat en Speciaal Gezant van de Verenigde Naties in Haïti. Vanaf september 2007 stond Annabi aan het hoofd van MINUSTAH, de VN-vredesmacht in Haïti. Van 1997 tot 2007 was Annabi ondersecretaris-generaal voor vredesoperaties.
Annabi kwam in januari 2010 om het leven tijdens de aardbeving in Haïti, waarbij ook het VN-hoofdkwartier in de hoofdstad Port-au-Prince instortte.